# Екатерина Мекленбург-Шверинская
Екатерина Мекленбург-Шверинская (нем. Katharina von Mecklenburg; ? — 1586) — немецкая принцесса из Мекленбургской династии, жена князя Легницы Фридриха III (22 февраля 1520 — 15 декабря 1570).

## Биография
Екатерина была младшей дочерью герцога Мекленбург-Шверинского Генриха V от второго брака с Еленой Пфальцской, дочерью курфюрста Филиппа Пфальцского.
3 марта 1538 года князь Екатерина вышла замуж за князя Легницкого Фридриха III. Они имели шестерых детей:
- Генрих XI (23 февраля 1539 — 3 марта 1588), князь Легницкий (1551—1556, 1559—1576, 1580—1581)
- София (15 апреля 1541 — 7 августа 1542)
- Екатерина (7 февраля 1542 — 3 сентября 1569), жена с 28 декабря 1563 года князя Фридриха Казимира Цешинского (1541/1542 — 1571)
- Фридрих (29 августа 1543 — до 1551)
- Хелена (март 1545/1547 — 16 сентября 1583), жена с 1568 года Зигмунд II фон Курцбах, барон Жмигрудский и Милицкий (1547—1579)
- Фридрих IV (20 апреля 1552 — 27 марта 1596), князь Легницкий (1571—1576, 1580—1596).